# 鶴岡賀雄
鶴岡 賀雄（つるおか よしお、1952年（昭和27年）8月23日 - ）は、日本の宗教学者・キリスト教神秘主義研究者。東京大学名誉教授。

## 経歴
出生から修学期
1952年生まれ。東京大学文学部宗教学・宗教史学科で学び、1976年に卒業。在学中には柳川啓一ゼミにおいて「新新宗教運動」の調査に参加した。四方田犬彦『ハイスクール1968』では同窓生として登場している。卒業論文は「アンリ・ベルクソンの宗教論」。
東京大学大学院人文科学研究科宗教学・宗教史学専門課程に進学し、1979年に修士課程を修了。修士論文は「十字架の聖ヨハネ研究：その詩と神秘に就て」。1982年3月に博士課程を単位取得退学。
宗教研究者として
同1982年4月、日本学術振興会奨励研究員に採用された。1983年3月よりフランスに研究留学。
1984年、東京大学文学部助手に採用され、宗教学・宗教史学科に所属した。1985年、工学院大学工学部専任講師として共通課程を受け持った。1987年に同助教授、1996年に同教授に昇格。1998年、東京大学大学院人文社会系研究科助教授に就任。2001年10月、学位論文『十字架のヨハネ研究』を東京大学に提出して文学博士の学位を取得。2002年、東京大学大学院人文社会系研究科教授に昇格。2018年に東京大学を定年退任し、名誉教授となった。

### 所属学会
- 日本宗教学会（常務理事）
- 東西宗教交流学会（理事）
- 比較宗教思想研究会
- 新プラトン主義協会（理事）
- 中世哲学会
- 宗教哲学会（理事）

## 研究内容・業績
専門分野は宗教学で、宗教哲学、現代宗教思想。近代西欧（特にスペインとフランス）の神秘思想、神秘主義概念の形成と展開、現代宗教思想など幅広い研究領域を対象としている。とりわけ十字架のヨハネの研究、神秘主義概念史研究については、日本における第一人者とされる。
教え子に、佐々木中・大田俊寛らがいる。
関心分野
- キリスト教神秘主義
- 十字架のヨハネ
- アビラのテレサ
- スペイン神秘主義
- フランス神秘主義
- キエティスム
- アンリ・ベルクソン
- ミルチャ・エリアーデ
- ミシェル・ド・セルトー

## 著作

### 著書
- 『十字架のヨハネ研究』創文社 2000

### 共編著
- 『宗教のことば：宗教思想研究の新しい地平』島薗進共編、大明堂 1993[3]
- 『岩波講座 宗教（シリーズ）』編集委員、岩波書店 2003[4]
- 『〈宗教〉再考』島薗進共編、ぺりかん社 2004[5]
- 『宗教：相克と平和』島薗進共編、秋山書店 2009[6][7]
- 『スピリチュアリティの宗教史』(全2巻) 深澤英隆共編、リトン社 2010-2012

1. 上 2010年[8]
2. 下 2012[9]

- 『キリスト教と日本の深層』加藤信朗監修、田畑邦治ら共編、オリエンス宗教研究所 2012[10]
- 『世界宗教百科事典』共編著、丸善 2012[11]

### 訳書
- 『パラケルススとその周辺』アレクサンドル・コイレ著、白馬書房(神秘学叢書) 1987[12]
- 『キエティスム』(キリスト教神秘主義著作集 15) 岡部雄三・村田真弓共訳、教文館 1990[13]
- 『神秘主義：超越的世界へ到る途』イーヴリン・アンダーヒル（英語版）著、門脇由紀子・今野喜和人共訳、ジャプラン出版 1990[14]
- 『ムハンマドから宗教改革の時代まで』(世界宗教史 3) ミルチャ・エリアーデ著、筑摩書房 1991[15]
  - 文庫化 『世界宗教史 5』『同 6』としてちくま学芸文庫 2000
- 『エリアーデ・オカルト事典：宗教百科事典』エリアーデ主編、ローレンス・E・ サリヴァン共編、奥山倫明・島田裕巳共訳、法藏館 2002[16]

### 雑誌論文
- 鶴岡2002「十字架のヨハネにおける“スコラ学”と“神秘主義”」『中世思想研究』44号, 中世哲学会[17]
- 鶴岡・「小坂国継2003『西田哲学における身体の問題」へのレスポンス』『東西宗教研究』2号, 東西宗教交流学会
- 鶴岡2004「解釈学としての宗教学：「宗教学」の定義を巡る試論」『宗教学における歴史的解釈と類型論・構造論的解釈の再検討』
- 鶴岡2004「ベルクソンの宗教哲学における神秘家の意義」『宗教研究』339号[18]
- 鶴岡 Universal Religions and Popular Religions, The Japan Mission Journal, Oriens Institute for Religious Research, vol.57, no.3

## 関連人物
- 井上順孝（宗教学者、東京大学同窓生）
- 島薗進（宗教学者、東京大学同窓生）
- 島田裕巳（宗教学者、東京大学同窓生）
- 田丸徳善（宗教学者、東京大学名誉教授、大正大学教授、恩師）